# Мир глазами Гарпа
«Мир глазами Гарпа» (англ.  The World According to Garp) — четвёртый роман американского писателя Джона Ирвинга, опубликованный в 1978 году. Роман был бестселлером в течение нескольких лет и был удостоен престижной Национальной книжной премии (1980). Мир глазами Гарпа был экранизирован в 1982 году.
В первом издании на русском языке название переведено как «Мир от Гарпа» (ISBN 5-7020-0702-6, издательство: «Новости», 1992), в последующих — «Мир глазами Гарпа» (например, ISBN 978-5-389-06606-9, издательство: «Иностранка», 2014).

## Описание
Книга содержит темы, которые появляются почти во всех романах  Джона Ирвинга: медведи, Новая Англия, Вена, борьба, асексуальность, сюжет, напоминающий Диккенса, охватывающий всю жизнь героя, измены. В «Мире глазами Гарпа» встречаются короткие истории, обзоры, отзывы на воображаемые романы, сны, шутки, записи в журнале, фрагменты политических писем. В романе приводятся рассказы «Пансион Грильпарцер», «Бдительность» и первая глава романа «Мир глазами Бензенхавера» под авторством Гарпа.

## Содержание
Книга описывает жизнь американского писателя Т. С. Гарпа. Его мать, Дженни Филдз, была из обеспеченной семьи, она отличалась асексуальностью и отрицательным отношением к браку, поэтому сопротивлялась родительским планам и пошла учиться на медсестру. Во время работы в больнице она решила, что хочет ребёнка и забеременела от раненого в голову солдата Гарпа, который умирает через несколько дней. Дженни называет ребёнка Т. С. Гарп, где Т. С. являлось званием отца мальчика — «техник-сержант».
Дженни Филдз устраивается медсестрой в Стиринг-скул, что дает право Гарпу учиться в школе. В детстве он играет с местными детьми, несколько раз происходят несчастные случаи. В одном из них собака откусывает ему часть уха. В школе Гарп начинает заниматься борьбой и знакомится с дочерью тренера — Хелен Холм, которая очень много читает. Он решает стать писателем и показывает свои пробы Хелен. В последний год учёбы в школе он начинает сексуальную жизнь с Куши Перси.
В 18 лет Гарп с матерью переезжают в Вену, где и Дженни и Гарп пытаются писать. Дженни описывает собственную биографию и взгляды на жизнь в книге, которую называет «Сексуально подозреваемая» («Sexual Suspect»). Гарп пишет рассказ «Пансион Грильпарцер». Через 15 месяцев Дженни с сыном возвращаются обратно в Америку. Роман Дженни быстро публикуют, его воспринимают как «феминистский манифест», и она становится практически символом женского движения.
Гарп и Хелен женятся, и у них рождается мальчик — Дункан. Гарп ухаживает за ребёнком и пишет свой первый роман, а Хелен получает образование и начинает преподавать. Гарп знакомится с джеймсианками — женщинами, которые отрезают себе язык для поддержки изнасилованной девочки Эллен Джеймс. Через 5 лет Гарп публикует исторический роман «Бесконечные проволочки», который получает хорошие отзывы. У пары рождается второй мальчик — Уолт. Хелен и Гарп знакомятся с Элис и Харри Флетчерами и недолго находятся в «любовном четырёхугольнике». На основе этого опыта Гарп пишет второй роман «Второе дыхание рогоносца», который воспринимается холодно. Дженни знакомит Хелен и Гарпа с транссексуалом Робертой Малдун и они становятся друзьями.
У Хелен начинаются внебрачные отношения со студентом. Во время их разрыва происходит несчастный случай, в ходе которого погибает Уолт, а остальные члены семьи получают серьёзные травмы. Под сильным впечатлением от произошедшего Гарп пишет третий роман «Мир глазами Бензенхавера». Во время восстановления они живут у Дженни Филдз, в доме также проживают женщины, которым помогает Дженни.
Гарпы решают завести ещё одного ребёнка. Рождается девочка, которую называют Дженни в честь бабушки. Чтобы избежать повышенного внимания из-за провокационного романа, издатель рекомендует семье съездить за границу на несколько месяцев. Они едут в Вену. «Мир глазами Бензенхавера» вызывает повышенный интерес и Гарп становится известным.
Во время выступления в Дженни Филдз стреляют, и она умирает. Гарпы возвращаются в США на похороны. После них писатель знакомится с настоящей Эллен Джеймс, которая затем остается жить с семьей. Гарп устраивается на работу в Стиринг-скул тренером по борьбе и пытается писать. Гарп переписывается с джеймсианками, агрессивно их критикует, основываясь на мнении самой Эллен Джеймс. Во время одной из тренировок в зал входит женщина (сестра Куши Перси, джеймсианка), два раза стреляет в Гарпа, и он погибает..

## Хронология событий
1920 год — год рождения Дж. Филдз
1943 год — год рождения Т. С. Гарпа
1961 год — переезд в Вену
1962 год — возвращение в Америку и женитьба Гарпа с Хэлен
1963 год — Рождение Дункана
1967 год — публикация 1 романа Гарпа «Бесконечные проволочки»
1968 год — Рождение Уолта
~1972 год — публикация 2 романа Гарпа «Второе дыхание рогоносца»
1974 год — авария (смерть Уолта)
1975 год — публикация 3 романа «Мир глазами Бензенхавера» и рождение Дженни
~1976 год — смерть Дж. Филдз
1977 год — смерть Т. С. Гарпа

## Критика
Предыдущие романы Ирвинга были довольно холодно встречены широкой публикой, но получили высокую оценку литературных критиков. Однако четвёртый роман «Мир глазами Гарпа» имел успех у самого широкого круга читателей. Представители литературных институций признали роман, удостоив его престижной Национальной книжной премии (1980), появились переводы книги на множество языков. Благодаря этому роману Ирвинг стал американской культурной иконой — феноменом, который Р.3. Шеппард в начале 1980-х годов назвал в журнале «Тайм» «Гарпомания». Академическая критика нередко ставила популярность в вину писателю, рассуждая о снижении художественного уровня книги, уступках массовому вкусу. В ответ на замечания писатель противопоставлял усложненные тексты некоторых современных писателей «ясным», доступным, захватывающим произведениям таких авторов, как Ч. Диккенс, и настаивал на том, что книга должна быть читабельна не только для рецензентов, критиков и ученых.
Терренс Дес Пресс, корреспондент газеты «Нью Репаблик» писал: «В романе „Мир глазами Гарпа“ явно представлена жестокая сторона современной жизни. Жестокость современной жизни раскрыта автором во всех её проявлениях роман изобилует сценами насилия, убийств, самоубийств, однако грань трагического и комического размыта».
Сам Ирвинг охарактеризовал свой роман, как семейную сагу, с элементами тщательного изучения отношения писателя к работе, природы искусства и воображения. Также роман рассказывает об опасностях и ненависти в современном обществе, о смерти и том, как искусство помогает с ней справиться. В своей книге B.Belgaid относит произведение к постмодернистскому роману шестидесятых.

## Экранизации
Мир по Гарпу / (англ.  The World According to Garp) (США, реж. Джордж Рой Хилл, 1982). В главных ролях Робин Уильямс (Т. С. Гарп), Мэри Бет Хёрт (Хелен Холм), Гленн Клоуз (Дженни Филдз), Джон Литгоу (Роберта Малдун). Джон Литгоу и Гленн Клоуз были номинированы на  Оскар (1983) за Лучшую мужскую роль второго плана и Лучшую женскую роль второго плана.